# Jacqueline Marguerite van Nie
Jacqueline Marguerite van Nie (Parijs, 6 april 1897 – Den Haag, 7 januari 1983) was een Nederlandse schilderes en tekenares. 

## Leven en werk
Van Nie was een dochter van koopman Jacob van Nie en Louise Antoine. Ze trouwde met Hendrik van Nie en, na scheiding, met R.J.P. Muller. 
Van Nie werd opgeleid aan de Amsterdamse Rijksacademie (1916-1919), waar ze les kreeg van onder anderen Jan Bronner, Antoon Derkinderen en Nicolaas van der Waay. Ze schilderde figuurvoorstellingen, naakten, portretten en stillevens. Van Nie was lid van de Vereeniging Sint Lucas, Pulchri Studio en de schilderessenvereniging ODIS.
De kunstenares overleed op 85-jarige leeftijd in haar woonplaats Den Haag.